# Actaea occidentalis
Actaea occidentalis es una especie de crustáceo decápodo de la familia Xanthidae. Es considerado por algunos autores como una subespecie de Actaea peronii.

## Distribución
Vive en las costas de Australia Occidental.